# Maïakovskaïa (métro de Moscou)
Pour les articles homonymes, voir Maïakovskaïa.
Maïakovskaïa (en russe : Маяко́вская ; en anglais : Mayakovskaya) est une station de la ligne Zamoskvoretskaïa (ligne 2 verte) du métro de Moscou. Elle est située sous la place Trioumfalnaïa (ex-place Maïakosvki) sur le territoire de l'arrondissement Tverskoï du district administratif central de Moscou. 
Elle est mise en service en 1938, lors de la création de la ligne 2 du métro.

## Situation sur le réseau
Établie en souterrain, à 33 mètres sous le niveau de la place Trioumfalnaïa, la station de passage Maïakovskaïa est située au point 19+53,4 de la ligne Zamoskvoretskaïa (ligne 2 verte), entre les stations, Belorousskaïa (en direction de Khovrino) et Tverskaïa (en direction de Alma-Atinskaïa).

## Histoire
La station Maïakovskaïa est mise en service le 11 septembre 1938, lors de l'ouverture à l'exploitation de la section de Sokol à Teatralnaïa qui forme la deuxième ligne du métro de Moscou.
Son nom fait référence au poète soviétique Vladimir Maïakovski.
Elle est construite d'après le projet d'architecte d'Alexeï Douchkine, décoré de mosaïque d'après les dessins d'Alexandre Deïneka, l'édifice est classé monument du patrimoine culturel d'importance régionale depuis 2005.
Le quai central comporte deux rangées de piliers de soutènement du vaisseau partagé en plusieurs voûtes sphériques. Les rails passent de chaque côté sous les collatéraux. Pour la conception des locaux de la station son auteur Alexeï Douchkine reçut le Grand prix à l'Exposition Universelle de New York 1939-1940. 
Le revêtement des piliers est réalisé avec de l'acier inoxydable et la rhodonite rouge d'Oural. Le sol est en marbre jaune, avec une bande de granit le long du quai. Au plafond, les 24 panneaux de mosaïque imaginés par Alexandre Deïneka représentent divers sujets épiques. Ils ont été fabriqués à Leningrad aux ateliers de mosaïque de Vladimir Aleksandrovitch Frolov. Au bout de la plateforme se trouve le monument avec le buste du poète Maïakovski

## Services aux voyageurs

### Accès et accueil
Les sorties donnent sur la place Triumphalnaïa (Триумфальная площадь) et les rues Tverskaïa, Sadovaïa-Triumphalnaïa (Садовая-Триумфальная улица) et Bolchaïa Sadovaïa (Большая Садовая улица).

Installations
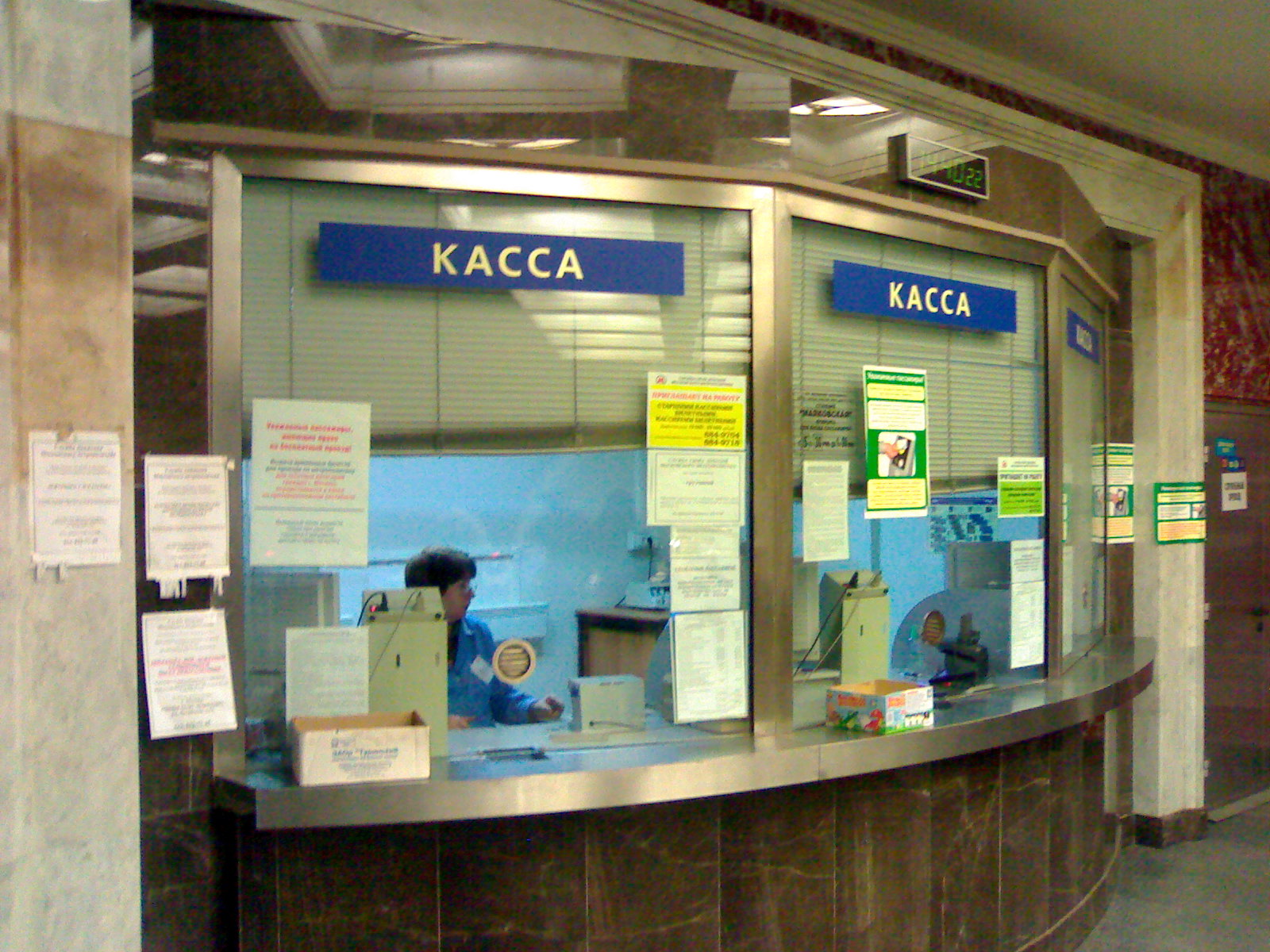
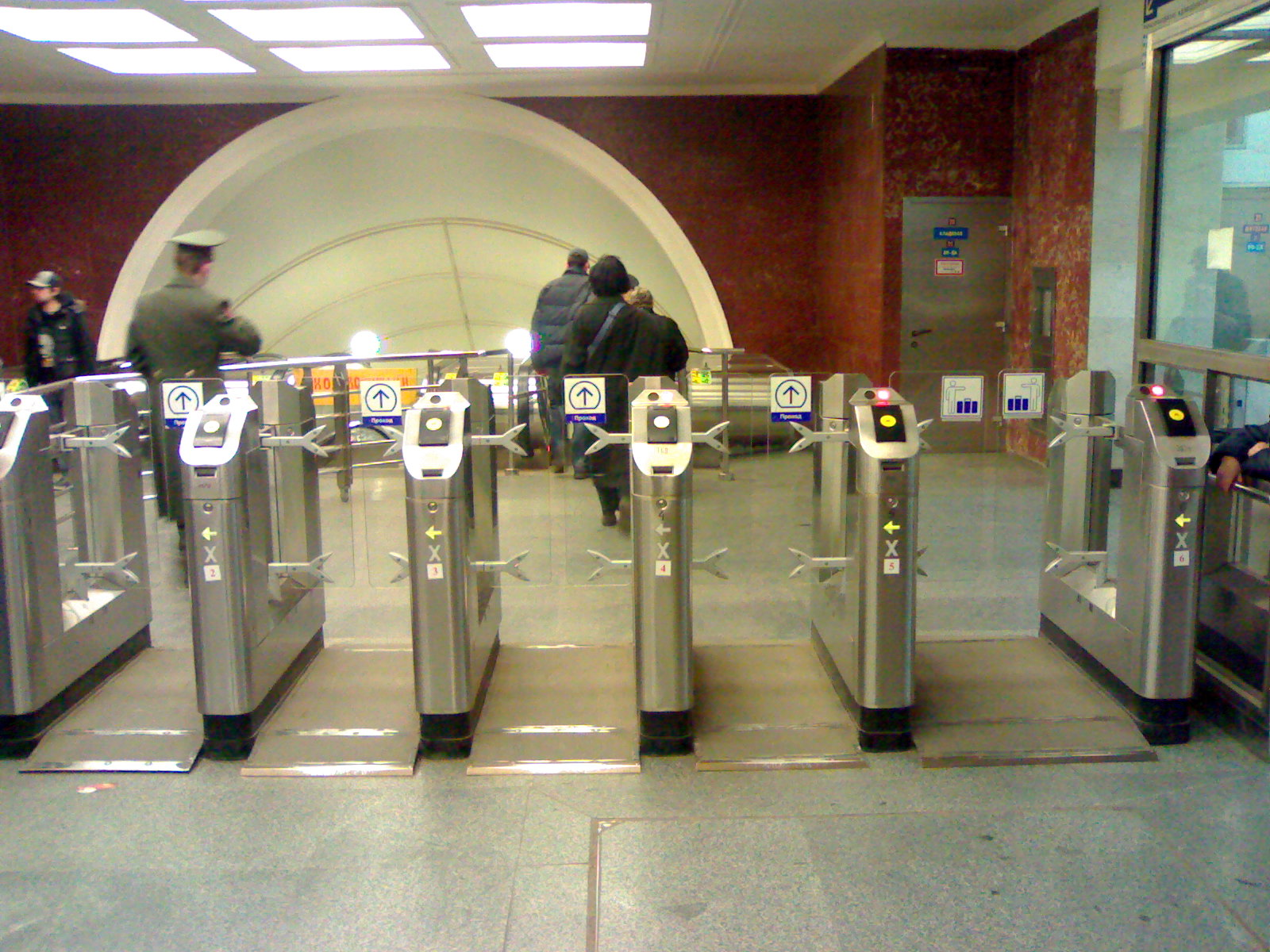
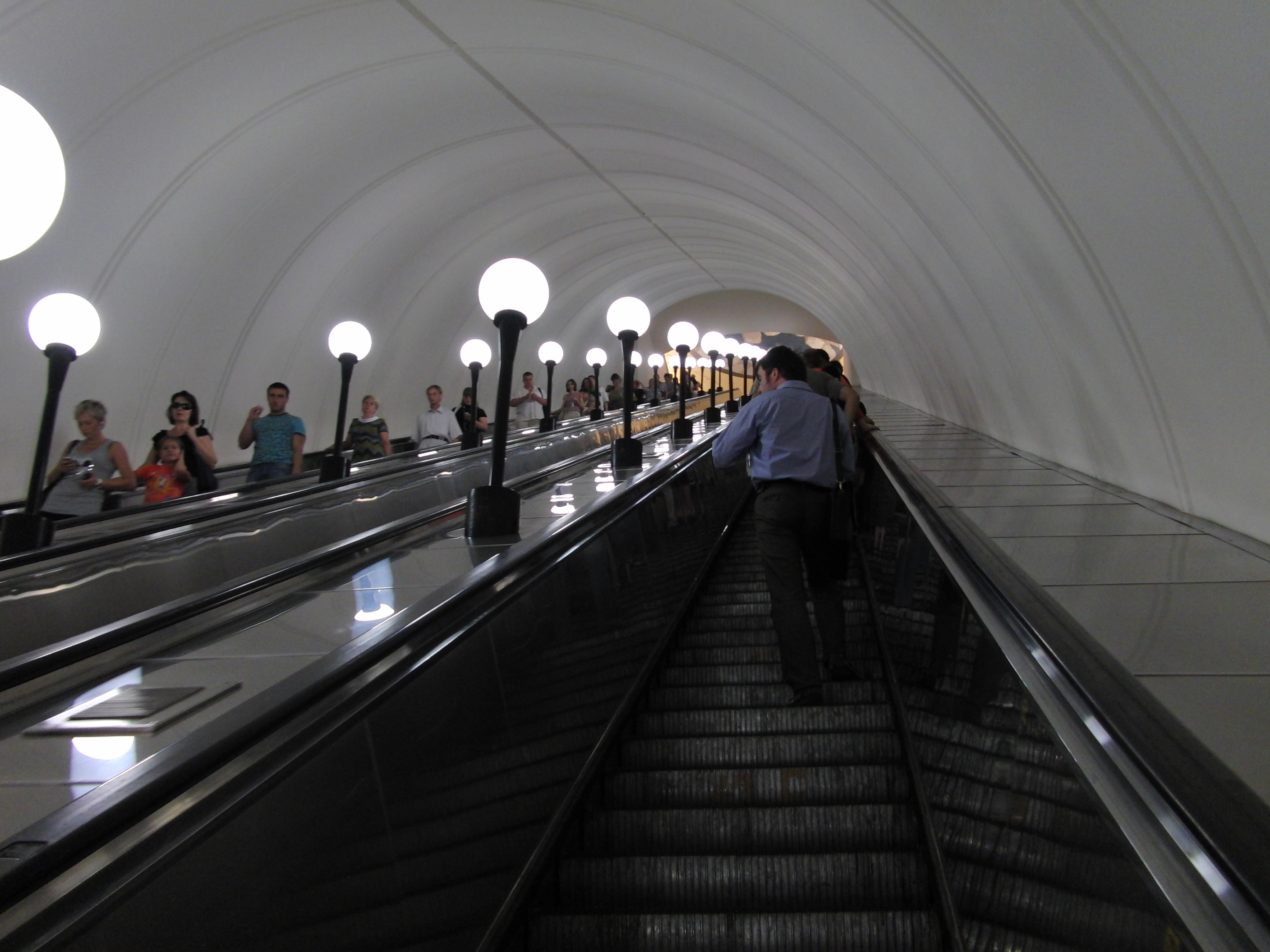

### Desserte
Maïakovskaïa est desservie par les rames de la ligne Zamoskvoretskaïa (ligne 2 verte).

Installations et desserte
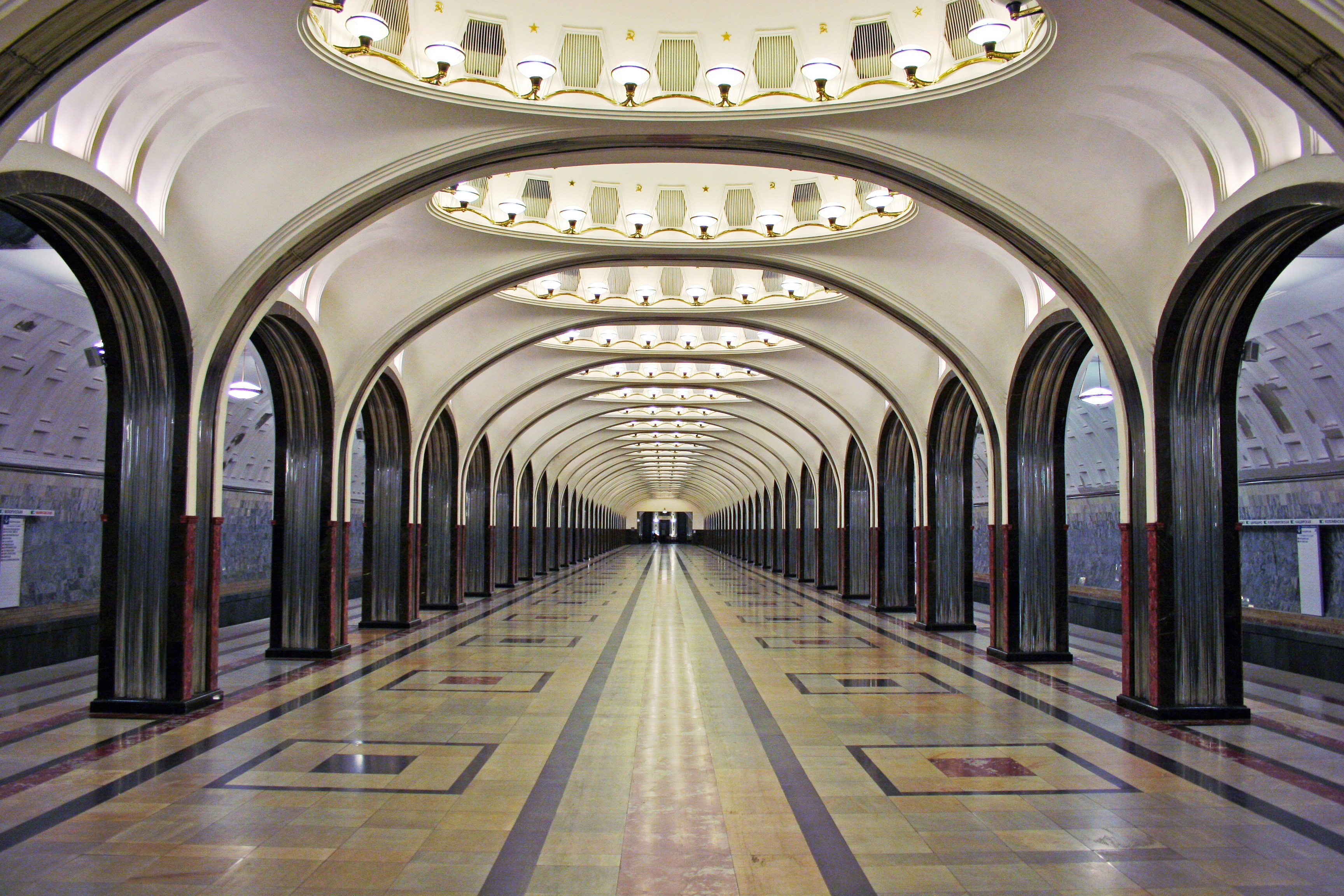
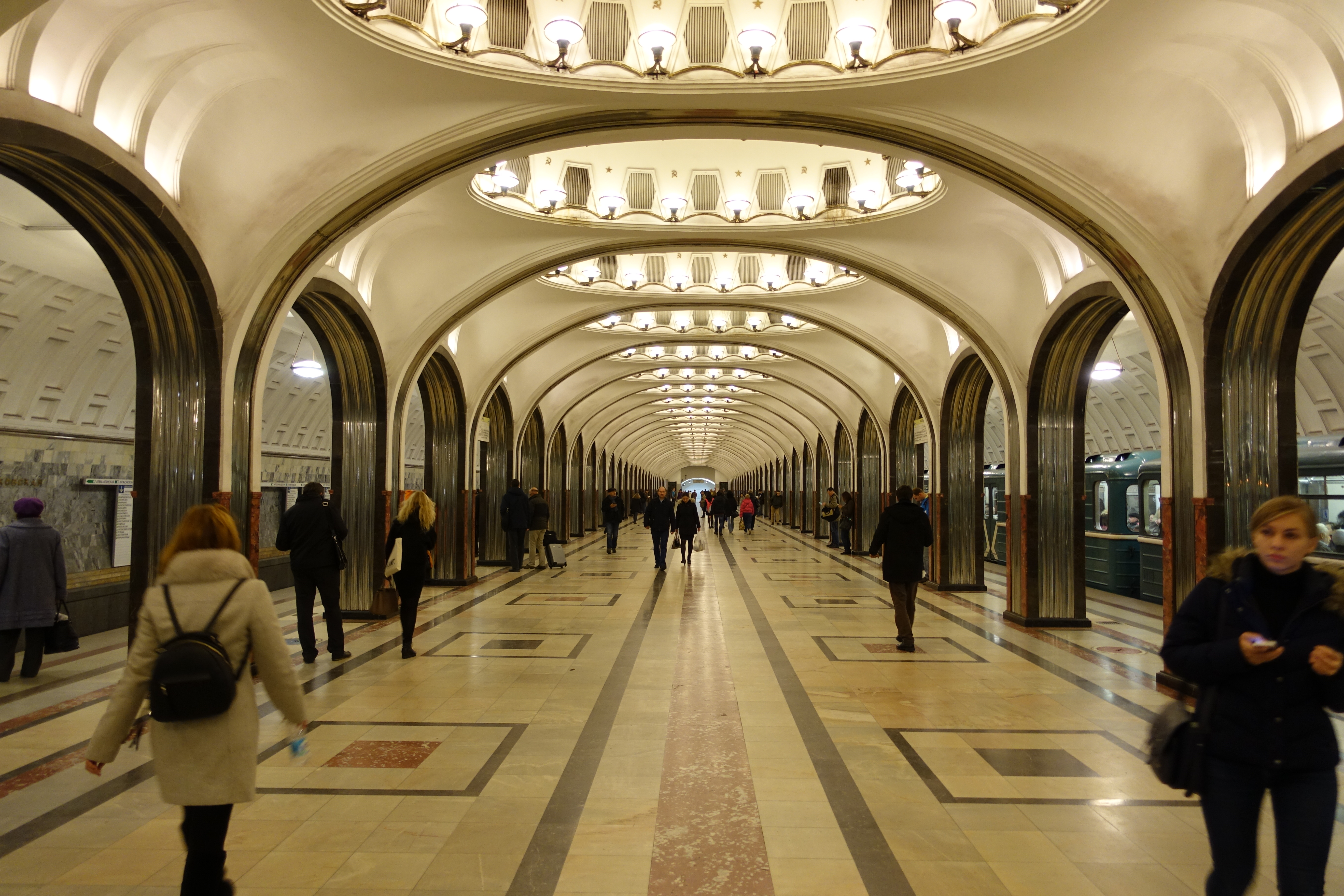
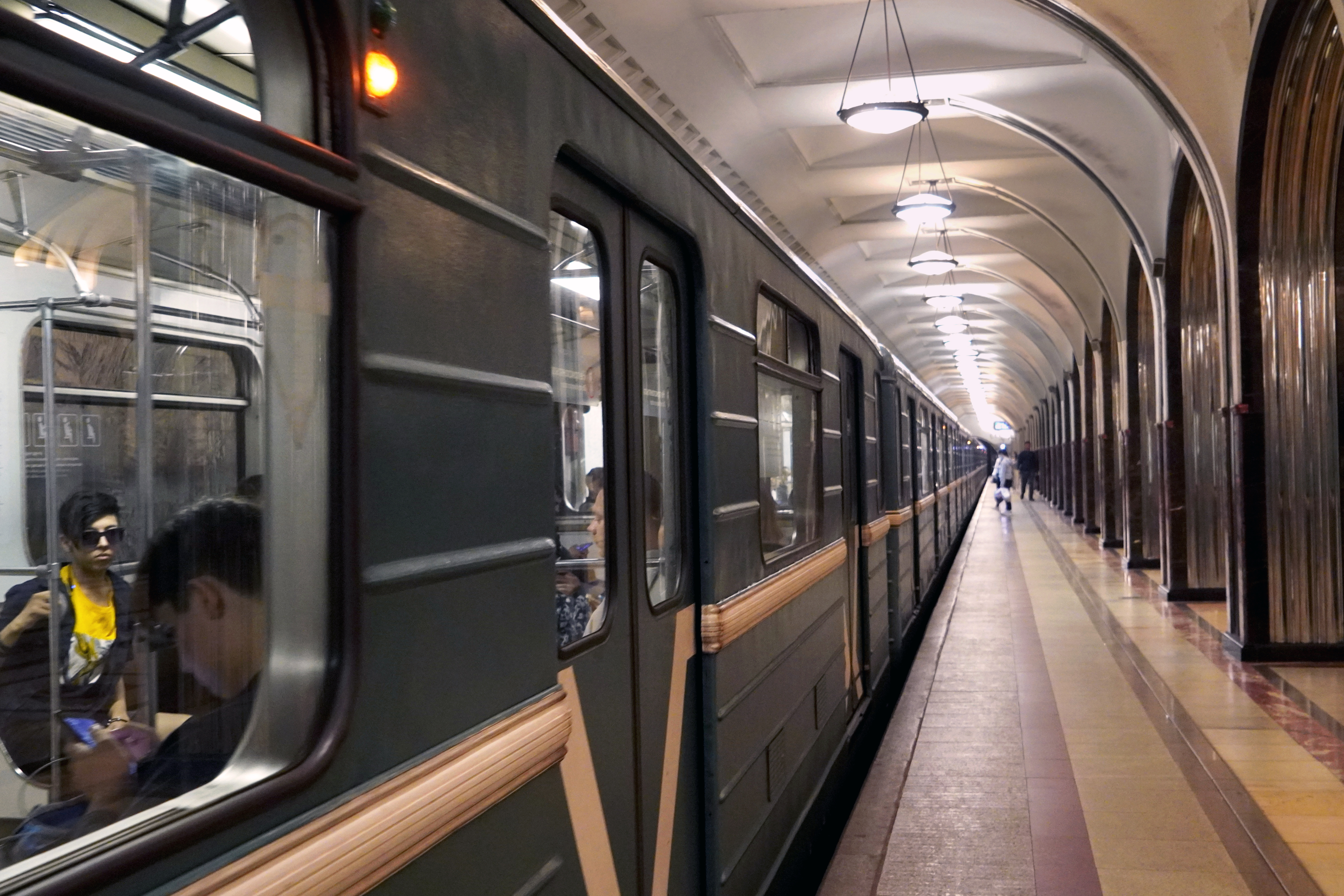